# Корнаро, Марко
Марко Корнаро или Корнер (итал. Marco Cornaro; 1285, Венеция — 13 января 1368, там же) — 59-й венецианский дож, первый по счёту из знатного венецианского рода Корнаро, избран на должность в 1365 году. Дед королевы Кипра Катерины Корнаро.
Всегда оставаясь верным республиканским олигархическим идеалам, на которых стояла Венецианская республика, Марко Корнаро был хорошим дожем и принёс мир в государственные учреждения, потрясенные заговорами, нацеленными на свержение республиканской формы правления. Его короткое правление отметилось переходом некоторых венецианских территорий под власть Генуи и Османской империи, хотя в то время Венеция переживала экономический рост, а также возобновила торговлю с Египтом.

## Биография

### Молодость и политическая карьера
Марко Корнаро был сыном Джованни де Аньезе (чей «дом» не сохранился до наших дней) и имел пятерых братьев. Его семья (Корнер, хотя часто употребляется Корнаро) была очень важна для Венеции и считается одной из самых старых (восходя к римским Корнелиям) и могущественных. Он был женат два раза: сначала на Джованне Скровеньи из Падуи, которая родила ему трёх сыновей и двух дочерей; затем на некой Катерине, о которой мало что известно, кроме её скромного происхождения, из-за которого у Марко возникли трудности при вступлении на пост дожа.
В молодости, он занимался торговлей с Востоком, но без большого успеха; напротив, он с отличием продвигался по службе. Он много раз был послом у императора Карла IV и папы Климента VI, а также входил в состав венецианской делегации на избрание папы Урбана V в Авиньон. К тому же, он руководил важными городами в венецианских владениях.
Венеция, по причине закрытия Большого совета в 1297 году, переживала время потрясений, в результате Венецианская республика превратилась в настоящую олигархию, к управлению которой были допущены лишь несколько десятков семей. Конечно, это не было хорошо воспринято большинством населения, в особенности богатыми торговцами, которым не дали дворянский титул. На деле, от заговоров никто не отказывался, напротив, многие хотели убрать новую олигархическую форму правления (заговор Марин Бокконио (1300 год) или Марино Фальера (1355 год) или попытка покушения на Лоренцо Челси (1365 год)).
Марко оказался верным республике и отличился во время заговора дожа Марино Фальера, который убедил некоторых городских дворян объединится с ним для осуществления плана по свержению республики и установлению его единоличной власти. Когда заговор был раскрыт, Корнаро, в то время самый старший сенатор и поэтому автоматически бывший вице-дожем, привёл в лагуны венецианский флот, чтобы помешать интервенции повстанцев с материка.
Он также работал в течение короткого периода до избрания дожа (17 апреля — 21 апреля 1355 года). Мало что известно о периоде его жизни после 1355 года — разве что о его участии (правда, безуспешном) в выборах дожа во время «конклава» 1361 года, победителем в которых вышел Лоренцо Челси. В то время, Марко был наделён титулом рыцаря, однако он не знал кем.

## Правление

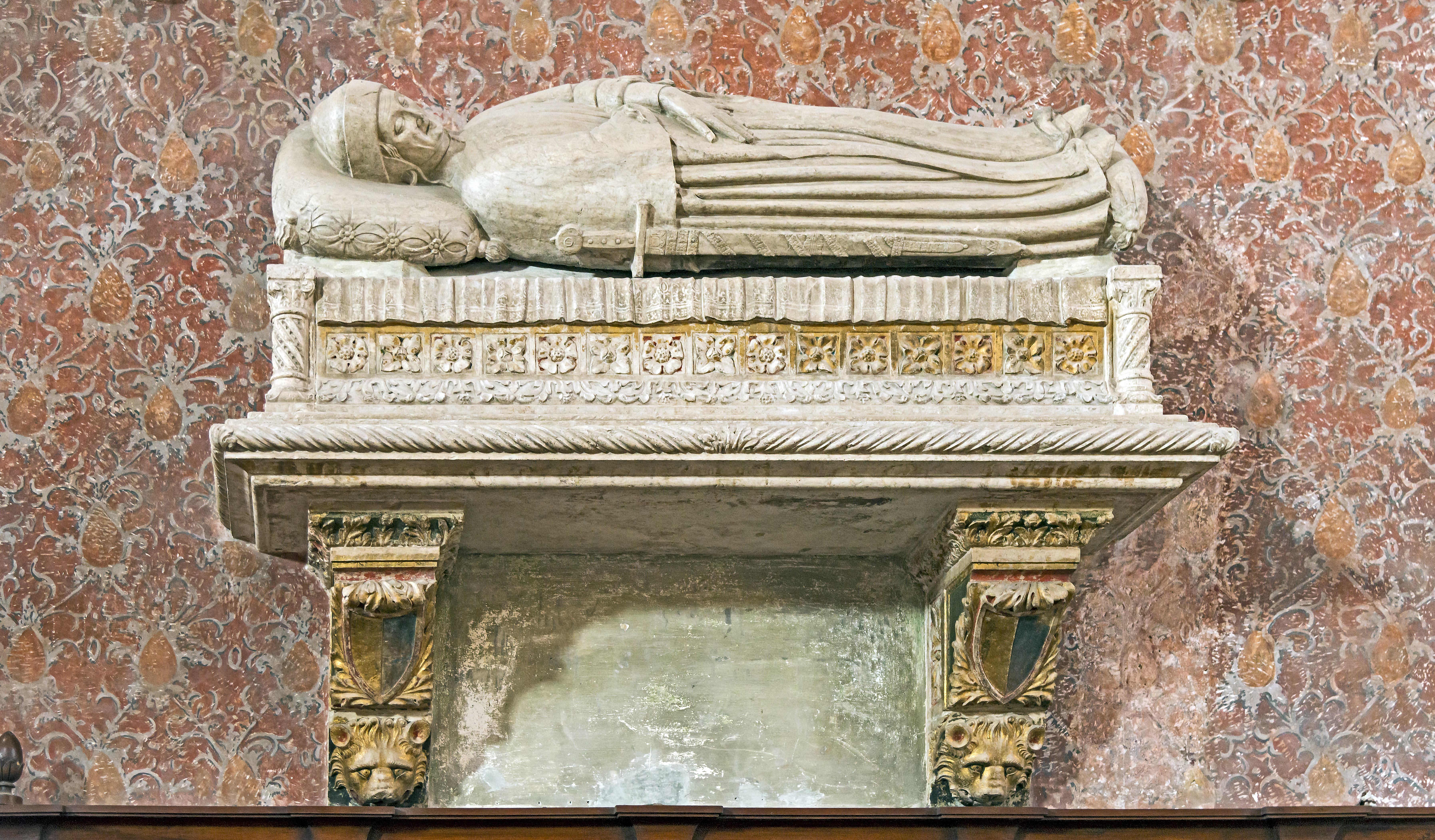
Нино. Пизано. Надгробие дожа. 1368. Деталь. Церковь Сан-Дзаниполо, Венеция

Смерть Лоренцо Челси, официально от психического заболевания, и конклав, избравший его 21 июля, вызвали некоторую напряженность в венецианском обществе, которое, едва предотвратив заговор 1355 года, боялось возвращения к гражданской войне.
Несмотря на клевету, осыпавшуюся на его голову из-за низкого происхождения его жены, Марко был идеальным кандидатом на пост дожа: пожилой (80 лет), скромный, преданный. На это пост также баллотировались Джованни Фоскарини и преемник Марко Андреа Контарини, но победа досталась Корнаро, и 21 июля 1365 года он стал дожем.
В течение двух с половиной лет его правления, Венеция не увидела больших перемен в отношении международной торговли, главного источника богатства Венеции, хоть при новом доже республика потеряла острова Хиос, Лесбос и Фокею, которые перешли под власть Генуэзской республики. Корнаро успешно восстановил торговлю с Египтом, убедив папу Урбана V отменить запрет на торговлю с неверными. Дож также начал строительство крыла Дворца дожей. Когда в Кандии (Крит) началось восстание, венецианские войска истребили население острова и разрушили много деревень, впоследствии заселив эти земли своими преданными поселенцами. К тому же, Корнаро с уважением относился к государственным органам, что очень отличало его от своих высокомерных предшественников.
Марко Корнаро умер на рассвете 13 января 1368 года. Он был похоронен в соборе Санти-Джованни-э-Паоло. Его надгробный памятник украшен скульптурами с изображением Мадонны и Младенца авторства Нино Пизано.